# Nell of the Circus
Nell of the Circus er en amerikansk stumfilm fra 1914 af Cecil Spooner.